# Ana y los 7
Ana y los 7 es una serie de televisión española emitida por La 1 entre 2002 y 2005. Está protagonizada por Ana Obregón, quien, además de participar como guionista, hace el papel de una estríper que consigue por casualidad el trabajo de niñera en una lujosa mansión donde vive un adinerado viudo con siete hijos, su cómico mayordomo y la cocinera. En ella, escondiendo su "doble vida", sufre numerosas aventuras y se enamora del viudo.

## Reparto
La protagonista principal:
- Ana Obregón - Ana García Palermo. Criada en un orfanato debido a su condición de huérfana, encuentra trabajo de niñera en la casa de los Hidalgo tras trabajar como "show girl". Intentará vivir una doble vida y vivirá en secreto su amor por el señor Hidalgo. (91 episodios).

La familia Hidalgo:
- Juan Antonio Quintana - Don Nicolás Hidalgo. Es el abuelo de la familia, el iniciador del oficio de banquero y propietario de la mansión donde vive la familia. Es de espíritu liberal, en contraposición al conservadurismo de su hijo mayor. Don Nicolás es inteligente y mujeriego. (91 episodios).
- Roberto Álvarez - Fernando Hidalgo. Banquero, vive con su familia y dedica su atención al trabajo. Desde que enviudó, se le hace complicado compaginar su labor de padre con la de banquero. (91 episodios).
- Claudia Molina - Carolina Hidalgo. Es la hija mayor, universitaria y responsable. Tiene entre 17 a 20 años de edad aproximadamente. (91 episodios).
- Aarón Guerrero - Fernando "Nando" Hidalgo. Es el hijo mayor, vive la transición del colegio a la Universidad y los problemas típicos de un adolescente. Tiene entre 16 a 19 años de edad aproximadamente. (91 episodios).
- Noelia Ortega - Amalia Hidalgo. Es la hija que inicia la pubertad y quiere dejar de ser niña. Tiene entre 12 a 15 años de edad aproximadamente. (91 episodios).
- Nerea García - Celia Hidalgo. La hija mediana, tiene pasión por el fútbol y es la mayor del grupo de los pequeños. Tiene entre 9 a 12 años de edad aproximadamente. (91 episodios).
- Alejandro Gallego - Alejandro "Álex" Hidalgo. Gemelo de Guille, siempre va con su hermano y hacen trastadas. Tiene entre 8 a 11 años de edad aproximadamente.
- Guillermo Gallego - Guillermo "Guille" Hidalgo. Interpreta el mismo papel que su hermano. (91 episodios).
- Ruth Rodríguez - Lucía Hidalgo. Es la pequeña de la familia. Tiene predilección hacia la niñera. Tiene entre 5 a 8 años de edad aproximadamente. (91 episodios).
- Daniel Freire - David Hidalgo (1x17, temporadas 2-4). Es el hermano pequeño de Fernando y tiene un carácter contrapuesto a este. Regresa de Argentina después de haberse ido de joven. David es aventurero y apasionado y se lleva mal con su hermano, tanto por el estilo de vida como por sus tensiones amorosas hacia Ana. (70 episodios).
- Nadia de Santiago - Andrea Hidalgo (Temporadas 3-4). Es la hija de David, nacida en Argentina. Llega a la mansión de la familia y se hace amiga de Amalia. Tiene una relación complicada con su padre. (20 episodios).
- ¿? - Nico Hidalgo García (Temporadas 4-5). Hijo de Ana, pero no sabe quién es su padre, si Fernando o David.

El servicio de la casa:
- Javivi - Bruno. Es el mayordomo, fiel, discreto y con sentido del humor. Tiene el aprecio sincero del señor de la casa y del resto de la familia. Bajo la apariencia de hombre recto, hay un hombre devoto de Elvis Presley y las timbas de cartas. (91 episodios).

- Aurora Sánchez - Manuela (Temporadas 1-4). Es la cocinera, cotilla pero respetuosa y muy querida en la casa. (89 episodios).

- Paca López - Catalina Morales (Temporadas 4-5). Sustituye a Manuela en su puesto de cocinera cuando esta se marcha. Trata de ocultar a la familia que anteriormente había sido novicia. (11 episodios).

- Yolanda Cabello - María (Temporadas 4-5). Sobrina de Catalina. Consigue un hueco entre la familia cuando Catalina logra su potestad. (20 episodios).

La antagonista:
- Silvia Marsó - Alexia Vázquez de Castro (Temporadas 1-3). Aspira a casarse con Fernando, a pesar de no contar con la simpatía de ninguno de los miembros de la familia. Le importa el dinero y es manejada por su madre para lograr una buena posición social y bienes materiales a través del enlace con Don Fernando. (66 episodios).

Amistades de Ana y de la familia Hidalgo:
- Isabel Gaudí - Tomasa Pérez "Sharon". Mejor amiga de Ana y "show girl" del Chicago. (91 episodios).
- Micky Molina - Tony Gutiérrez (Temporadas 1-2). Exnovio de Ana. Regenta el club "Chicago". Se casa con Sharon y la deja embarazada antes de morir. (42 episodios).
- María José Alfonso - Carmen García Sanz / Carmen Palerno (Temporada 4). Amiga de Don Nicolás, y madre de Ana. Su aparición remueve los cimientos de la casa ante la propuesta de matrimonio de Don Nicolás que ésta acepta. (12 episodios).
- Neus Asensi - Silvia Curiel García (Temporada 4). Hija de Doña Carmen, le ciegan las joyas y los bienes materiales. Persigue y desea una relación con Fernando. (10 episodios).
- Nicolás Gaude - León (Temporadas 1-3). Novio de Carolina. Es músico y de condición económica humilde. (20 episodios).
- Raúl Tejón - Jorge (Temporadas 2-3). Novio de Carolina, trabaja con ella en un bufete de abogados. (29 episodios).
- Darío Paso - José Manuel "Fonti" (Temporadas 2-5). Sobrino de Manuela y fontanero de oficio, se convierte en el mejor amigo de Nando. (39 episodios).
- Kilian Delgado - Roberto (Temporadas 4-5). Amigo de Nando. (26 episodios).
- Elena Jiménez - Bea (Temporadas 2-5). Amiga de Amalia. (30 episodios)
- Titania Campuzano - Clo (Temporada 2). Amiga de Amalia, tiene un fugaz romance con Nando. (17 episodios).
- Ana Polvorosa - Blanca (Temporadas 3-4). Amiga de Amalia. (18 episodios).
- Raquel Quintana - Paula (Temporadas 4). Amiga y novia de Nando. (15 episodios).
- Edurne - Rebeca (Temporada 2). Amiga de Nando, termina en una breve relación con "Fonti". (9 episodios).

Otros papeles:
- Mónica Randall - Doña Rosa de Castro (Temporadas 1-3). Madre de Alexia, es manipuladora e indiferente a los sentimientos de su hija. (23 episodios).
- Marta Molina - Rosaura (Temporadas 1-3). Secretaria de don Fernando. (23 episodios).
- Geli Albaladejo - Psicóloga (Temporadas 1-2). Asesora a Alexia, lo que sirve para conocer en profundidad el pensamiento de ésta. (10 episodios).
- Pablo Martín - Alberto (Temporadas 4-5). Amigo de Sharon. Es contratado como profesor particular de los gemelos. Acaba por convertirse en el novio de Sharon y apadrina a su hijo. (15 episodios).

### Cronología
| Actor                 | Personaje                         | Temporada       | Temporada       | Temporada       | Temporada       | Temporada       | Capítulos       |
| Actor                 | Personaje                         | 1               | 2               | 3               | 4               | 5               | Capítulos       |
| Familia Hidalgo       | Familia Hidalgo                   | Familia Hidalgo | Familia Hidalgo | Familia Hidalgo | Familia Hidalgo | Familia Hidalgo | Familia Hidalgo |
| --------------------- | --------------------------------- | --------------- | --------------- | --------------- | --------------- | --------------- | --------------- |
| Ana Obregón           | Ana García Palermo                | Principal       | Principal       | Principal       | Principal       | Principal       | 91              |
| Roberto Álvarez       | Fernando Hidalgo                  | Principal       | Principal       | Principal       | Principal       | Principal       | 91              |
| Juan Antonio Quintana | Don Nicolás Hidalgo               | Principal       | Principal       | Principal       | Principal       | Principal       | 91              |
| Claudia Molina        | Carolina Hidalgo                  | Principal       | Principal       | Principal       | Principal       | Principal       | 91              |
| Aarón Guerrero        | Fernando "Nando" Hidalgo          | Principal       | Principal       | Principal       | Principal       | Principal       | 91              |
| Noelia Ortega         | Amalia Hidalgo                    | Principal       | Principal       | Principal       | Principal       | Principal       | 91              |
| Nerea García          | Celia Hidalgo                     | Principal       | Principal       | Principal       | Principal       | Principal       | 91              |
| Alejandro Gallego     | Alejandro Hidalgo                 | Principal       | Principal       | Principal       | Principal       | Principal       | 91              |
| Guillermo Gallego     | Guillermo Hidalgo                 | Principal       | Principal       | Principal       | Principal       | Principal       | 91              |
| Ruth Rodríguez        | Lucía Hidalgo                     | Principal       | Principal       | Principal       | Principal       | Principal       | 91              |
| Daniel Freire         | David Hidalgo                     | Invitado        | Principal       | Principal       | Principal       |                 | 60              |
| Nadia de Santiago     | Andrea Hidalgo                    |                 |                 | Recurrente      | Recurrente      |                 | 20              |
| ¿?                    | Nico Hidalgo                      |                 |                 |                 | Recurrente      | Recurrente      |                 |
| Servicio              |                                   |                 |                 |                 |                 |                 |                 |
| Javivi                | Bruno                             | Principal       | Principal       | Principal       | Principal       | Principal       | 91              |
| Aurora Sánchez        | Manuela                           | Principal       | Principal       | Principal       | Principal       |                 | 70              |
| Paca López            | Catalina Morales                  |                 |                 |                 | Recurrente      | Principal       | 14              |
| Yolanda Cabello       | María                             |                 |                 |                 | Recurrente      | Recurrente      | 19              |
| Otros                 |                                   |                 |                 |                 |                 |                 |                 |
| Isabel Gaudí          | Tomasa "Sharon"                   | Principal       | Principal       | Principal       | Principal       | Principal       | 91              |
| Silvia Marsó          | Alexia Vázquez de Castro          | Principal       | Principal       | Principal       |                 |                 | 65              |
| Micky Molina          | Tony                              | Principal       | Principal       |                 |                 |                 | 34              |
| Nicolás Gaude         | León                              | Recurrente      | Recurrente      | Recurrente      |                 |                 | 20              |
| Mónica Randall        | Doña Rosa de Castro               | Recurrente      | Recurrente      | Recurrente      |                 |                 | 23              |
| Marta Molina          | Rosaura                           | Recurrente      | Recurrente      | Principal       |                 |                 | 23              |
| Titania Campuzano     | Clo                               |                 | Recurrente      |                 |                 |                 | 17              |
| Darío Paso            | José Manuel "Fonti"               |                 | Recurrente      | Principal       | Principal       | Principal       | 37              |
| Elena Jiménez         | Bea                               |                 | Recurrente      | Recurrente      | Recurrente      | Recurrente      | 30              |
| Raúl Tejón            | Jorge                             |                 | Recurrente      | Recurrente      |                 |                 | 29              |
| Ana Polvorosa         | Blanca                            |                 |                 | Recurrente      | Recurrente      |                 | 18              |
| Edurne                | Rebeca                            |                 | Recurrente      |                 |                 |                 | 9               |
| María José Alfonso    | Carmen García Sanz/Carmen Palermo |                 |                 |                 | Principal       |                 | 12              |
| Neus Asensi           | Silvia Curiel García              |                 |                 |                 | Principal       |                 | 10              |
| Kilian Delgado        | Roberto                           |                 |                 |                 | Recurrente      | Recurrente      | 26              |
| Pablo Martín          | Alberto                           |                 |                 |                 | Recurrente      | Recurrente      | 15              |

## Cabeceras

### 1.ª temporada
- Episodios 1 a 3: Reparto original: Ana Obregón, Roberto Álvarez, Micky Molina, Silvia Marsó, Javivi, Juan Antonio Quintana, Aurora Sánchez, Claudia Molina, Aarón Guerrero, Noelia Ortega, Nerea García, Alejandro Gallego, Guillermo Gallego, Ruth Rodríguez e Isabel Gaudí.
- Episodios 4 al 17: Cambio en la imagen de Ana Obregón.

### 2.ª temporada
- Episodios 1 (18) a 24 (41): Nueva estética, entrada de Daniel Freire, y cambio de posición de Isabel Gaudí.

### 3.ª temporada
- Episodios 1 (42) a 24 (65): Nueva estética, salida de Micky Molina, y entrada de Darío Paso y Marta Molina.

### 4.ª temporada
- Episodios 1 (66) a 4 (69): Nueva estética, salida de Silvia Marsó y Marta Molina, y entrada de Neus Asensi y María José Alfonso.
- Episodios 5 (70) a 10 (75): Cambio en la imagen de Ana Obregón, Alejandro Gallego y Guillermo Gallego y salida de Aurora Sánchez.
- Episodios 11 (76) a 13 (78): Cambio en la imagen de Juan Antonio Quintana, Neus Asensi y María José Alfonso, salida de Daniel Freire y entrada de Paca López.

### 5.ª temporada
- Episodios 1 (79) a 13 (91): Cambio en la imagen de Isabel Gaudí, Claudia Molina, Aarón Guerrero, Noelia Ortega, Nerea García, Ruth Rodríguez y Darío Paso, y salida de Neus Asensi y María José Alfonso.

## Temporadas y episodios
La serie alcanzó un éxito notable en sus primeras temporadas, siendo el público infantil su principal valedor, seguido por los miembros de la tercera edad. Alcanzó su récord de espectadores el jueves 29 de enero de 2003 con 6.929.000 espectadores, mientras que el récord de cuota de pantalla lo consiguió el lunes 14 de abril de 2003 con el 39% de cuota. Logró ser líder de las noches durante las cuales se emitió, y se hizo una adaptación para la televisión portuguesa.
Tocó fondo el lunes 11 de octubre de 2004, con 4.112.000 espectadores, siendo su peor resultado de todas las temporadas, y a pesar de ello se mantenía como una de las series más vistas de la semana. En mayo de 2005 se anunció que la serie se interrumpiría por desavenencias entre la productora y la protagonista y creadora de la serie.
| Temporada | Temporada | Episodios | Capítulos | Estreno                  | Final                   | Audiencia media | Audiencia media |
| Temporada | Temporada | Episodios | Capítulos | Estreno                  | Final                   | Espectadores    | Cuota           |
| --------- | --------- | --------- | --------- | ------------------------ | ----------------------- | --------------- | --------------- |
|           | 1         | 17        | 1-17      | 18 de marzo de 2002      | 8 de julio de 2002      | 5 015 000       | 30,5%           |
|           | 2         | 24        | 18-41     | 18 de diciembre de 2002  | 9 de junio de 2003      | 6 105 000       | 34,7%           |
|           | 3         | 24        | 42-65     | 17 de diciembre de 2003  | 24 de mayo de 2004      | 5 966 000       | 31,8%           |
|           | 4         | 13        | 66-78     | 20 de septiembre de 2004 | 13 de diciembre de 2004 | 4 818 000       | 24,8%           |
|           | 5         | 13        | 79-91     | 28 de febrero de 2005    | 30 de mayo de 2005      | 4 755 000       | 25,4%           |
| Total     | Total     | 91        | 1-91      | 2002                     | 2005                    | 5 342 000       | 29,7%           |

### Polémico final
Tras la enorme polémica con el final de la serie, con juicios entre la productora Star Line y la actriz Ana Obregón, TVE encargó a la productora cuatro capítulos más y la productora grabó cuatro capítulos finales en los que Ana moría. En un juicio entre ambas se tomó como medida cautelar prohibir la emisión de los capítulos hasta resolver el caso. 
Dos años más tarde se dictó sentencia por la cual se permitía la emisión de dichos capítulos, pero al haber pasado tanto tiempo desde la emisión de la última temporada, TVE decidió no sacarlos a la luz. La productora no recibió compensación de lo que se gastó en su producción, por lo que la serie en versión DVD que no se llegó a poner a la venta por completo.

## Productos
En 2003 salió a la venta la primera temporada completa de la serie y un año más tarde la segunda. Además de este producto también estuvieron a la venta la casa de muñecas de la serie y el libro Los cuentos de Ana y los siete, que solo se llegó a contar con una edición. Los cuentos de Ana y los siete era una adaptación de la serie en diferentes cuentos populares y cuyos derechos de autor fueron donados a UNICEF.

## Música
- ¿Qué es lo que baila Ana? (también llamada Estado Puro) - Canción de cabecera, compuesta e interpretada por José María Cano.
- Yo soy tu gata - Ana Obregón. (1.ª temporada) [6]
- Báilalo - Canción interpretada por los niños de la serie. (1.ª temporada)
- Como desnudarte - Pedro Rilo. (2.ª temporada)
- Ángel o diablo - Pedro Rilo. (3.ª temporada)

## Adaptaciones
- Ana e os sete (Ana y los siete) (2004), adaptación portuguesa producida por TVI con Alexandra Lencastre y Alfredo Brito.
- Ana y los 7 (2007), adaptación chilena producida por Chilevisión, protagonizada por Alejandra Herrera y Felipe Castro.
- Anna e i cinque (Ana y los cinco) (2008), adaptación italiana, producida por Canale 5, con Sabrina Ferilli y Pierre Cosso.
- Mi corazón es tuyo, adaptación mexicana producida por Televisa en 2014, protagonizada por Silvia Navarro y Jorge Salinas.